# ClpX
ClpX (ATP-dependent Clp protease ATP-binding subunit clpX-like, mitochondrial) ist ein Protein aus der Gruppe der AAA-Proteine.

## Eigenschaften
ClpX wird vor allem in der Skelettmuskulatur und im Herzen gebildet, aber auch in Leber, Gehirn, Plazenta, Lunge, Nieren und Pankreas. Es bindet und hydrolysiert Adenosintriphosphat. 
ClpX verstärkt die Bindung von DNA durch TFAM. Es ist zudem notwendig für die Struktur des Nukleoids im Mitochondrium. ClpX ist ein Chaperon, dass die Bindung des Pyridoxalphosphat-Cofaktors an die 5-Aminolävulinatsynthase vermittelt, wodurch die Biosynthese von 5-Aminolävulinsäure (ALA) und somit in Folge von Häm verstärkt wird. Daneben ist ClpX an der Bildung des Clp-Komplex aus ClpA und ClpP beteiligt. Sechs ClpX-Moleküle bilden zudem den Protease-Komplex ClpXp mit ClpP. ClpX wird acetyliert.